# 沃邦西鎮區 (愛荷華州靈戈爾德縣)
沃邦西鎮區（英語：Waubonsie Township）是位於美國愛荷華州靈戈爾德縣的一個行政鎮區。

## 地方資料
根據2010年美國人口普查的數據，沃邦西鎮區的面積為39.59平方千米，當中陸地面積為39.32平方千米，而水域面積為0.27平方千米。當地共有人口78人，而人口密度為每平方千米1.97人。